# Стыр Ныхас

Первый председатель организации Михаил Ильич Гиоев. Мемориальная доска, установленная на доме № 9 на улице Огнева, Владикавказ

Стыр Ныха́с (может произноситься как Стыр Ныха́с, а также Штыр Ныха́ш) — общественное движение осетин, объединяющее в своих рядах представителей осетинского населения Северной и Южной Осетии.
После изменения организационно-правовой формы стало именоваться Международное общественное движение «Высший Совет Осетин». Председателем является Руслан Александрович Кучиев.

## История
В мае 1993 года было создано Всеосетинское национальное движение «Стыр Ныхас» (осет. «Большой Совет»). В октябре 1999 г. оно было преобразовано в общественно-политическое движение Осетии «Аланты Ныхас» («Аланский Совет»; председатель — Михаил Гиоев, до начала 90-х гг. заведующий кафедрой истории КПСС Северо-Осетинского государственного университета имени К. Л. Хетагурова), затем снова переименовано в «Стыр Ныхас».
В настоящее время «Стыр Ныхас» является самой многочисленной общественной организацией, объединяющей в своих рядах осетинское население Северной и Южной Осетии.

## Цели движения
Основные цели деятельности движения — объединение политическими средствами Северной Осетии и Южной Осетии в единую республику в составе РФ и возрождение традиционной культуры осетинского народа. Общественно-политическое движение «Стыр Ныхас» координирует деятельность районных, городских и сельских «Ныхасов», которые, в свою очередь, работают в тесном контакте с местными администрациями. Кроме «Аланты Ныхас», общественно-политические и этнокультурные интересы осетинского народа представляют в Северной Осетии ещё около 10 национальных движений и обществ.

## Газета
Движение издаёт газету «Стыр Ныхас» с материалами на русском и осетинском языках.